# 국립공원종복원센터
국립공원종복원센터(國立公園種復原-)는 대한민국에서 사라져 가는 멸종위기동식물의 연구·복원사업을 현장에서 시행하기 위하여 설립된 대한민국 환경부 산하 위탁집행형 준정부기관 국립공원공단의 부설기관이다. 전라남도 구례군 마산면 화엄사 402-31에 위치하고 있다.

## 연혁
- 2002년 4월 반달가슴곰(시험용) 관리 업무 환경과학원에서 이관
- 2002년 5월 반달가슴곰 관리팀 발족(지리산남부사무소)
- 2005년 11월 종복원센터 개편(국립공원연구원)
- 2006년 7월 종복원센터 산양복원팀 신설(월악산)
- 2007년 8월 멸종위기종복원센터 개소
- 2009년 11월 종복원센터 북부지소 개소(설악산)
- 2010년 8월 야생동물의료센터 개소
- 2011년 1월 식물복원팀 신설
- 2011년 3월 국립공원종복원기술원으로 명칭 변경

## 조직

### 종복원기술원장
- 송동주

#### 복원기획부(전남 구례)
- 부장: 이사현

#### 복원기술부(전남 구례)
- 부장: 문광선

#### 북부복원센터(강원 인제)
- 센터장: 손장익

#### 중부복원센터(경북 영주)
- 센터장: 김석범

#### 식물복원센터(전북 무주)
- 센터장: 박은희

#### 야생동물의료센터(전남 구례)
- 센터장: 정동혁